# Rio Alunul (Cracăul Alb)
O Rio Alunul é um rio da Romênia afluente do rio Cracăul Alb, localizado no distrito de Neamţ.